# Not Now
Singles de Blink-182
Always
(2004) Up All Night
(2011)
Not Now est une chanson du groupe Blink-182 qui n'apparaît sur aucun album studio du groupe. Cette chanson apparait pour la première fois sur la version britannique de l'album Blink-182 en 2003, puis sur le single I Miss You en 2004 et enfin sur une compilation de plusieurs groupes appelée Atticus: ...Dragging the Lake, Vol. 3 en 2005. Sa version single sort finalement le 28 novembre 2005. Il s'agit du dernier single du groupe à être sorti avant sa séparation momentanée en 2005.

## Liste des pistes
| Not Now, version n°1 | Not Now, version n°1            | Not Now, version n°1 | Not Now, version n°1 | Not Now, version n°1 | Not Now, version n°1 | Not Now, version n°1 | Not Now, version n°1 | Not Now, version n°1 | Not Now, version n°1 |
| No                   | Titre                           | Auteur               | Durée                |                      |                      |                      |                      |                      |                      |
| -------------------- | ------------------------------- | -------------------- | -------------------- | -------------------- | -------------------- | -------------------- | -------------------- | -------------------- | -------------------- |
| 1.                   | Not Now                         | Blink-182            | 4:24                 |                      |                      |                      |                      |                      |                      |
| 2.                   | Dammit                          | Blink-182            | 2:46                 |                      |                      |                      |                      |                      |                      |
| 3.                   | I Miss You (Live à Minneapolis) | Blink-182            | 3:58                 |                      |                      |                      |                      |                      |                      |
| 11:08                |                                 |                      |                      |                      |                      |                      |                      |                      |                      |

| Not Now, version n°2 | Not Now, version n°2          | Not Now, version n°2 | Not Now, version n°2 | Not Now, version n°2 | Not Now, version n°2 | Not Now, version n°2 | Not Now, version n°2 | Not Now, version n°2 | Not Now, version n°2 |
| No                   | Titre                         | Auteur               | Durée                |                      |                      |                      |                      |                      |                      |
| -------------------- | ----------------------------- | -------------------- | -------------------- | -------------------- | -------------------- | -------------------- | -------------------- | -------------------- | -------------------- |
| 1.                   | Not Now                       | Blink-182            | 4:24                 |                      |                      |                      |                      |                      |                      |
| 2.                   | I Won't Be Home for Christmas | Blink-182            | 3:17                 |                      |                      |                      |                      |                      |                      |
| 7:41                 |                               |                      |                      |                      |                      |                      |                      |                      |                      |

## Clip
Le clip est un mélange des anciens clips, de scènes de concerts et de scènes de coulisses de concerts du groupe.

## Collaborateurs
- Tom DeLonge — Chant, Guitare
- Mark Hoppus — Chant, Basse
- Travis Barker — Batterie